# Nava (Palamuse)
Nava – wieś w Estonii, w prowincji Jõgeva, w gminie Palamuse.